# Václav Noid Bárta
Václav Noid Bárta (* 27. Oktober 1980 in Prag) ist ein tschechischer Sänger, Komponist, Synchronsprecher und Schauspieler.

## Leben
Bárta war von 1999 bis 2005 Sänger der Nu-Metal-Band Dolores Clan, die ein Album beim Label EMI veröffentlicht hat. Danach war er als Musicaldarsteller und Schauspieler aktiv. So spielte er 2010 in dem Film Akte Kajínek mit und seit 2014 in der Familienserie Svatby v Benátkách die Rolle des Milánek.
Bárta vertrat zusammen mit Marta Jandová sein Heimatland Tschechien beim Eurovision Song Contest 2015 in Wien mit dem von ihm komponierten Song Hope Never Dies. Die beiden Künstler wurden intern vom tschechischen Fernsehsender ČT nominiert, das Land bei der Rückkehr zum Wettbewerb zu vertreten. Dabei wurde der Titel getrennt von den Künstlern von einer Expertenjury gewählt, zufälligerweise handelt es sich beim Komponisten um Bárta. Das Duo konnte sich nach dem Auftritt beim zweiten Halbfinale jedoch nicht fürs Finale qualifizieren.

## Privatleben
Bárta war mit der Sängerin Lucie Bílá von 2006 bis 2008 verheiratet. Von 2010 bis 2013 war er mit Miss Tschechien Eliška Bučková liiert. Seit 2014 ist er mit dem Model Gabriela Dvořáková verheiratet, die im Oktober des Jahres seine erste Tochter Terezka zur Welt brachte.